# Brachylorus leucoclavus
Brachylorus leucoclavus är en insektsart som beskrevs av Maldonado-capriles 1972. Brachylorus leucoclavus ingår i släktet Brachylorus och familjen dvärgstritar. Inga underarter finns listade i Catalogue of Life.